# Standfussiana renigera
Standfussiana renigera är en fjärilsart som beskrevs av Stephens 1829. Standfussiana renigera ingår i släktet Standfussiana och familjen nattflyn. Inga underarter finns listade i Catalogue of Life.